# TBS FM
TBS FM은 서울특별시 미디어재단 TBS에서 운영하는 대한민국의 FM 라디오 방송국으로, 1990년 6월 11일에 개국하였다.

## 연혁
- 1990년 6월 11일 - TBS FM 개국 (호출부호 HLST-FM, 주파수 초단파 95.1㎒, 출력 5㎾, 관악산 송신소 전파 발사)

## 방송국 허가내용
- 허가연월일 : 1990년 6월 11일
- 허가번호 : 11-2008-01-0002549호
- 시설자의 명칭 : 서울특별시
- 무선국의 명칭 : FM 방송국
- 무선설비의 설치장소
  - 연주소 : 서울특별시 마포구 매봉산로 31 에스플렉스센터 (TBS 교통방송)
  - 송신소 : 경기도 과천시 중앙동 산12-1 (관악산)
- 호출부호 : HLST-FM
- 주파수 : FM 95.1㎒
- 전파의 형식 : 260KF8EHF
- 점유주파수대폭 : 260㎑
- 공중선전력 : 5㎾

## 수신 가능지역
- 서울특별시 일원
- 경기도 광명시, 부천시, 구리시, 과천시, 안양시 일원
- 경기도 고양시, 의정부시, 성남시, 남양주시, 김포시, 하남시, 인천광역시, 충청남도, 충청북도 일부

(이외의 지역에서는 수신 불가)

## 방송 프로그램
평일 낮 12시에 TBS 정오뉴스가 방송된다. 매시 5분, 20분, 30분, 50분에는 상황실을 연결하여 교통정보를, 매시 58분에는 기상정보를 방송하며, 새벽 시간대에는 1시간에 2회씩 교통정보를 제공한다. 그리고, 서울특별시, 인천광역시, 경기도 지역에 호우·재난 발생 시 특별 교통정보와 재난방송 등을 내보낸다. 다만 2024년 3월부터는 TBS 지원금 재정난 관계로 기상정보를 내보내지 않는 대신 매시 30분, 50분에는 정보센터로 통합되어 방송된다.
아래 프로그램 목록은 2025년 8월 현재 기준이다.

### 주중
- 05:00,06:00,07:00,07:30,08:05,08:30,09:00,09:30《TBS와 함께》(1부), (2부), (3부), (4부), (5부), (6부), (7부), (8부)
- 10:00.10:30,11:00,11:30《함춘호의 포크송》(진행: 함춘호) (1부), (2부), (3부), (4부)
- 12:00《TBS 정오뉴스》(진행: 아나운서)
- 12:05,12:30《TBS와 함께》(9부), (10부)
- 13:00,13:30《강지연의 머니특별시》(진행: 강지연) (1부), (2부)
- 13:59《라디오 게시판》(진행: 아나운서)
- 14:00,14:30,15:00,15:30《최일구의 허리케인 라디오》(진행: 최일구) (1부), (2부)
- 16:00,16:30《TBS와 함께》(11부), (12부)
- 17:00,17:30,18:00,18:30《서울 플러스》(진행: 송정애) (1부), (2부), (3부), (4부)
- 19:00,19:30《강지연의 머니특별시》(재) (진행: 강지연) (1부), (2부)
- 20:00,20:30,21:00,21:30,22:00,23:00,익일 00:00,01:00《TBS와 함께》(13부), (14부), (15부), (16부), (17부), (18부), (19부), (20부), (21부), (22부)
- 다음 프로그램은 계획 정파가 있는 매월 첫째 주 화요일에는 방송되지 않는다.
  - 익일 02:00,03:00,04:00《TBS와 함께》 (23부), (24부), (25부)

### 주말
- 05:00,06:00,06:30,07:00,07:30,08:00,08:30,09:00,09:30,10:05,10:30,11:00,11:30,12:00,12:30,13:00,13:30《TBS와 함께》(1부), (2부), (3부), (4부), (5부), (6부), (7부), (8부), (9부), (10부), (11부), (12부), (13부), (14부), (15부), (16부), (17부)
- 14:00,14:30,15:00,15:30《최일구의 허리케인 라디오》(진행: 최일구) (1부), (2부), (3부), (4부)
- 16:00,16:30,17:00,17:30,19:00,19:30,20:00,20:30,21:00,21:30,22:00,23:00,익일 00:00,01:00,02:00,03:00,04:00《TBS와 함께》(18부), (19부), (20부), (21부), (22부), (23부), (24부), (25부), (26부), (27부), (28부), (29부), (30부), (31부), (32부), (33부), (34부), (35부), (36부)

## 같이 보기
- KBS 제1라디오
- KBS 제2라디오
- EBS FM
- MBC FM4U
- CBS 음악FM
- BBS FM
- YTN
- 시민방송
- 상생방송
- 방송대학TV